# Cantone di Poissons
Il Cantone di Poissons è una divisione amministrativa dell'Arrondissement di Chaumont e dell'Arrondissement di Saint-Dizier.
A seguito della riforma approvata con decreto del 17 febbraio 2014, che ha avuto attuazione dopo le elezioni dipartimentali del 2015, è passato da 18 a 67 comuni.

## Composizione
I 18 comuni facenti parte prima della riforma del 2014 erano:
- Aingoulaincourt
- Annonville
- Cirfontaines-en-Ornois
- Échenay
- Effincourt
- Épizon
- Germay
- Germisay
- Gillaumé
- Lezéville
- Montreuil-sur-Thonnance
- Noncourt-sur-le-Rongeant
- Pancey
- Paroy-sur-Saulx
- Poissons
- Sailly
- Saudron
- Thonnance-les-Moulins

Dal 2015 i comuni appartenenti al cantone sono i seguenti 67:
- Aillianville
- Aingoulaincourt
- Annonville
- Audeloncourt
- Bassoncourt
- Bourg-Sainte-Marie
- Bourmont
- Brainville-sur-Meuse
- Breuvannes-en-Bassigny
- Busson
- Chalvraines
- Chambroncourt
- Champigneulles-en-Bassigny
- Chaumont-la-Ville
- Cirfontaines-en-Ornois
- Clinchamp
- Doncourt-sur-Meuse
- Échenay
- Effincourt
- Épizon
- Germainvilliers
- Germay
- Germisay
- Gillaumé
- Goncourt
- Graffigny-Chemin
- Hâcourt
- Harréville-les-Chanteurs
- Huilliécourt
- Humberville
- Illoud
- Lafauche
- Leurville
- Levécourt
- Lezéville
- Liffol-le-Petit
- Longchamp
- Maisoncelles
- Malaincourt-sur-Meuse
- Manois
- Mennouveaux
- Merrey
- Millières
- Montreuil-sur-Thonnance
- Morionvilliers
- Nijon
- Noncourt-sur-le-Rongeant
- Orquevaux
- Outremécourt
- Ozières
- Pansey
- Paroy-sur-Saulx
- Poissons
- Prez-sous-Lafauche
- Romain-sur-Meuse
- Sailly
- Saint-Blin
- Saint-Thiébault
- Saudron
- Semilly
- Sommerécourt
- Soulaucourt-sur-Mouzon
- Thol-lès-Millières
- Thonnance-les-Moulins
- Vaudrecourt
- Vesaignes-sous-Lafauche
- Vroncourt-la-Côte